# Tolmerus herbicola
Tolmerus herbicola là một loài ruồi trong họ Asilidae. Tolmerus herbicola được Lehr miêu tả năm 1967. Loài này phân bố ở vùng Cổ Bắc giới.